# Municipio de Dudley Lake
El municipio de Dudley Lake (en inglés: Dudley Lake Township) es un municipio ubicado en el condado de Jefferson en el estado estadounidense de Arkansas. En el año 2010 tenía una población de 1821 habitantes y una densidad poblacional de 11,91 personas por km².

## Geografía
El municipio de Dudley Lake se encuentra ubicado en las coordenadas 34°26′26″N 91°53′18″O / 34.44056, -91.88833. Según la Oficina del Censo de los Estados Unidos, el municipio tiene una superficie total de 152.95 km², de la cual 152,23 km² corresponden a tierra firme y (0,47 %) 0,73 km² es agua.

## Demografía
Según el censo de 2010, había 1821 personas residiendo en el municipio de Dudley Lake. La densidad de población era de 11,91 hab./km². De los 1821 habitantes, el municipio de Dudley Lake estaba compuesto por el 47,67 % blancos, el 50,14 % eran afroamericanos, el 0,71 % eran amerindios, el 0,27 % eran asiáticos, el 0,55 % eran de otras razas y el 0,66 % eran de una mezcla de razas. Del total de la población el 2,58 % eran hispanos o latinos de cualquier raza.